# Lập trình hướng khía cạnh
Trong điện toán, lập trình hướng khía cạnh (tiếng Anh: aspect-oriented programming, viết tắt: AOP) là một mẫu hình lập trình nhằm tăng tính mô đun bằng cách cho phép phân tách những mối quan tâm xuyên suốt. Nó làm như vậy bằng cách thêm hành vi bổ sung vào mã đã tồn tại (một lời khuyên) mà không sửa đổi chính mã đó, thay vì xác định cụ thể mã nào được sửa đổi thông qua một đặc tả "điểm cắt" (pointcut), ví dụ như "lưu lại (log) tất cả lời gọi hàm khi tên hàm bắt đầu với từ 'set'". Điều này cho phép những hành vi không phải là trung tâm của logic nghiệp vụ (ví dụ như lưu lại) được thêm vào chương trình mà không làm rối lõi của mã đến các chức năng. AOP tạo cơ sở cho phát triển phần mềm hướng khía cạnh (aspect-oriented software development).
AOP bao gồm các phương thức và công cụ lập trình hỗ trợ cho mô đun hóa các mối quan tâm ở mức độ mã nguồn, trong khi "phát triển phần mềm hướng khía cạnh" dùng để chỉ đến toàn bộ một nguyên lý công nghệ.
AOP đòi hỏi chia nhỏ logic của chương trình thành các phần riêng biệt (gọi là mối quan tâm hay concern, là những khu vực liên kết các chức năng). Gần như các mẫu hình lập trình đều hỗ trợ các mức độ gom nhóm và đóng gói các mối quan tâm thành các thực thể riêng biệt và độc lập bằng cách cung cấp khả năng trừu tượng (ví dụ, các hàm, thủ tục, mô đun, lớp, phương thức) để có thể dùng cho hiện thực, trừu tượng và bố cục những mối quan tâm đó. Vài mối quan tâm "cắt xuyên qua" nhiều trừu tượng trong một chương trình, và gây khó khăn cho hiện thực - chúng được gọi là những mối quan tâm xuyên suốt (cross-cutting concern hay horizontal concern).

## Hiện thực
Các ngôn ngữ lập trình sau có hiện thực AOP, trong ngôn ngữ đó, hay thông qua thư viện ngoài:
- .NET Framework (C# / VB.NET)[1]
  - PostSharp
  - Unity
- ActionScript[2]
- Ada[3]
- AutoHotkey[4]
- C / C++[5]
- COBOL[6]
- Cocoa Objective-C frameworks[7]
- ColdFusion[8]
- Common Lisp[9]
- Delphi[10][11][12]
- Delphi Prism[13]
- e (IEEE 1647)
- Emacs Lisp[14]
- Groovy
- Haskell[15]
- Java[16]
  - AspectJ
- JavaScript[17]
- Logtalk[18]
- Lua[19]
- make[20]
- Matlab[21]
- ML[22]
- Perl[23]
- PHP[24]
- Prolog[25]
- Python[26]
- Racket[27]
- Ruby[28][29][30]
- Squeak Smalltalk[31][32]
- UML 2.0[33]
- XML[34]